# Springfield, Union County, New Jersey
Springfield är en kommun (township) i Union County i delstaten New Jersey, USA.